# Saison 1966-1967 de l'AS Saint-Étienne
Chronologie
Saison précédente Saison suivante
Cette page présente la saison 1966-1967 de l'AS Saint-Étienne. Le club évolue en Division 1, en Coupe de France et lors du Trophée des Champions.

## Résumé de la saison
- Le club est pour la troisième fois champion de France de son histoire. Il y aura de nouveau la Coupe d’Europe la saison prochaine à Saint-Etienne
- Arrivée cette saison d’un excellent latéral en la personne de Bernard Bosquier. Premières apparition d’un joueur qui va compter en Coupe d’Europe les prochaines saisons : Yves Triantafilos et d’un autre non moins grand joueur : Georges Bereta.
- Pour sa deuxième saison parmi l’élite, Hervé Revelli termine meilleur buteur du championnat avec 31 buts.

## Équipe professionnelle

### Transferts
Sont considérés comme arrivées, des joueurs n’ayant pas joué avec l’équipe 1 la saison précédente.
| Nom                  | Nationalité | Poste     | Transfert | Provenance/Destination | Division      |
| -------------------- | ----------- | --------- | --------- | ---------------------- | ------------- |
| Arrivées             |             |           |           |                        |               |
| Bernard Bosquier     |             | Défenseur | Transfert | Sochaux                | Division 1    |
| André Fefeu          |             | Attaquant | Transfert | Stade français FC      | Division 1    |
| Georges Bereta       |             | Attaquant | -         | -                      | Formé au club |
| Yves Triantafilos    |             | Attaquant | -         | -                      | Formé au club |
| Départs              |             |           |           |                        |               |
| Jean-Baptiste Bordas |             | Milieu    | Transfert | AS Béziers             | Division 2    |
| Richard Tylinski     |             | Défenseur | Transfert | Avignon                | Division 2    |
| Maryan Wisnieski     |             | Attaquant | Transfert | Sochaux                | Division 1    |
| Robert Salen         |             | Attaquant | Transfert | AS Béziers             | Division 2    |

### Championnat

#### Matchs allers
| Date       | N o | Adversaire             | Lieu  | Résultat | Buteurs pour Saint-Étienne                          | Points | Classement |
| ---------- | --- | ---------------------- | ----- | -------- | --------------------------------------------------- | ------ | ---------- |
| 19/08/1966 | J01 | Toulouse FC            | Ext.  | 0 - 2    | Mekloufi 72e, Revelli 87e                           | 2      | 5          |
| 27/08/1966 | J02 | Olympique de Marseille | Dom.  | 2 - 0    | Revelli 57e 74e                                     | 4      | 3          |
| 31/08/1966 | J03 | OGC Nice               | Ext.  | 1 - 2    | Mekloufi 14e, Revelli 24e                           | 6      | 1          |
| 03/09/1966 | J04 | Bordeaux               | Dom.  | 1 – 1    | Revelli 39e                                         | 7      | 4          |
| 10/09/1966 | J05 | RC Strasbourg          | Ext . | 2 - 1    | Jacquet 19e                                         | 7      | 4          |
| 14/09/1966 | J06 | FC Rouen               | Dom.  | 3 - 0    | Revelli 12e 25e 87e                                 | 9      | 2          |
| 18/09/1966 | J07 | Stade rennais UC       | Ext.  | 1 – 1    | Bosquier 35e                                        | 10     | 2          |
| 23/09/1966 | J08 | RC Paris-Sedan         | Dom.  | 1 - 0    | Bosquier 42e                                        | 12     | 1          |
| 02/10/1966 | J09 | Olympique lyonnais     | Ext.  | 3 - 0    | -                                                   | 12     | 3          |
| 09/10/1966 | J10 | FC Nantes              | Dom.  | 3 – 3    | Fefeu 22e, Bosquier 63e, Jacquet 75e                | 13     | 3          |
| 12/10/1966 | J11 | RC Lens                | Ext.  | 2 - 0    | -                                                   | 13     | 5          |
| 15/10/1966 | J12 | US Valenciennes-Anzin  | Dom.  | 3 - 1    | Bosquier 33e, N’Doumbé 40e, Mekloufi 73e            | 15     | 4          |
| 30/10/1966 | J13 | Stade de Paris FC      | Ext.  | 1 – 1    | Larqué 6e                                           | 16     | 4          |
| 01/11/1966 | J14 | FC Sochaux             | Dom.  | 1 - 0    | Fefeu 54e                                           | 18     | 4          |
| 29/11/1966 | J15 | AS Monaco FC           | Ext.  | 1 - 0    | -                                                   | 18     | 4          |
| 13/11/1966 | J16 | Nîmes Olympique        | Dom.  | 3- 1     | Larqué 19e, Mekloufi 37e, Revelli 85e               | 20     | 3          |
| 20/11/1966 | J17 | Lille OSC              | Dom.  | 4- 1     | Mekloufi 13e, Larqué 18e, Revelli 69e + un joueur - | 22     | 2          |
| 04/12/1966 | J18 | Stade de Reims         | Ext.  | 1- 2     | Mekloufi 1re, Revelli 77e                           | 24     | 1          |
| 11/12/1966 | J19 | Angers SCO             | Dom.  | 4- 2     | Larqué 13e, Bosquier 19e, Mekloufi 40e, Revelli 86e | 26     | 1          |

#### Matchs retours
| Date       | N o | Adversaire             | Lieu  | Résultat | Buteurs pour Saint-Étienne                                         | Points | Classement |
| ---------- | --- | ---------------------- | ----- | -------- | ------------------------------------------------------------------ | ------ | ---------- |
| 19/08/1966 | J20 | Toulouse FC            | Dom.  | 3 - 0    | Revelli 20e, Bosquier 40e, Mekloufi 60e                            | 28     | 1          |
| 08/01/1967 | J21 | Olympique de Marseille | Ext.  | 2 – 2    | Fefeu 34e, Revelli 56e                                             | 29     | 1          |
| 22/01/1967 | J22 | OGC Nice               | Dom.  | 7 - 0    | Revelli 4e 43e 72e, Larqué 15e, Jacquet 18e, Fefeu 22e, Bereta 33e | 31     | 1          |
| 29/01/1967 | J23 | Bordeaux               | Ext.  | 1 - 0    | -                                                                  | 31     | 1          |
| 05/02/1967 | J24 | RC Strasbourg          | Dom . | 2 - 1    | Fefeu 20e 63e                                                      | 33     | 1          |
| 19/02/1967 | J25 | FC Rouen               | Ext.  | 0 - 1    | Jacquet 85e                                                        | 35     | 1          |
| 26/02/1967 | J26 | Stade rennais UC       | Dom.  | 1 – 1    | Bereta 13e, Revelli 28e 74e 89e                                    | 37     | 1          |
| 04/03/1967 | J27 | RC Paris-Sedan         | Ext.  | 1 - 0    | -                                                                  | 37     | 1          |
| 19/03/1967 | J28 | Olympique lyonnais     | Dom.  | 2 - 1    | Revelli 65e, Mekloufi 81e                                          | 39     | 1          |
| 25/03/1967 | J29 | FC Nantes              | Ext.  | 4 - 1    | Revelli 37e                                                        | 39     | 1          |
| 08/04/1967 | J30 | RC Lens                | Dom.  | 4 - 0    | Revelli 48e 59e, Bereta 79e, Larqué 82e                            | 41     | 1          |
| 16/04/1967 | J31 | US Valenciennes-Anzin  | Ext.  | 0 - 3    | Revelli 30e 38e, Fefeu 70e                                         | 43     | 1          |
| 28/04/1967 | J32 | Stade de Paris FC      | Dom.  | 7 - 1    | Mekloufi 25e, Revelli 33e 53e 61e 79e, Larqué 38e, Bereta 76e      | 45     | 1          |
| 03/05/1967 | J33 | FC Sochaux             | Ext.  | 0 - 3    | Fefeu 23e 80e, Jacquet 74e                                         | 47     | 1          |
| 07/05/1967 | J34 | AS Monaco FC           | Dom.  | 1 - 3    | Herbin 42e                                                         | 47     | 1          |
| 13/05/1967 | J35 | Nîmes Olympique        | Ext.  | 1 – 1    | Mekloufi 45e                                                       | 48     | 1          |
| 20/05/1967 | J36 | Lille OSC              | Ext.  | 0- 1     | Herbin 63e                                                         | 50     | 1          |
| 28/05/1967 | J37 | Stade de Reims         | Dom.  | 1- 2     | Revelli 18e, Herbin 67e, Mekloufi 80e                              | 52     | 1          |
| 11/06/1967 | J38 | Angers SCO             | Ext.  | 0- 3     | Herbin 8e 64e 85e                                                  | 54     | 1          |

#### Classement final
En cas d'égalité entre deux clubs, le premier critère de départage est la différence de buts.
| Rang | Équipe                   | Pts | J  | G  | N  | P  | Bp | Bc | Diff |
| ---- | ------------------------ | --- | -- | -- | -- | -- | -- | -- | ---- |
| 1    | AS Saint-Étienne         | 54  | 38 | 24 | 6  | 8  | 82 | 37 | +45  |
| 2    | FC Nantes T              | 50  | 38 | 17 | 16 | 5  | 81 | 51 | +30  |
| 3    | Angers SCO               | 44  | 38 | 14 | 16 | 8  | 66 | 46 | +20  |
| 4    | FC Girondins de Bordeaux | 43  | 38 | 16 | 11 | 11 | 53 | 43 | +10  |
| 5    | RC Paris-Sedan           | 42  | 38 | 13 | 16 | 9  | 58 | 50 | +8   |
| 6    | OGC Nice                 | 41  | 38 | 17 | 7  | 14 | 53 | 55 | -2   |
| 7    | US Valenciennes-Anzin    | 40  | 38 | 15 | 10 | 13 | 42 | 37 | +5   |
| 8    | RC Lens                  | 40  | 38 | 15 | 10 | 13 | 58 | 55 | +3   |
| 9    | Olympique de Marseille P | 39  | 38 | 13 | 13 | 12 | 44 | 45 | -1   |
| 10   | Lille OSC                | 38  | 38 | 15 | 8  | 15 | 48 | 50 | -2   |
| 11   | Stade rennais UC         | 37  | 38 | 14 | 9  | 15 | 59 | 56 | +3   |
| 12   | RC Strasbourg            | 36  | 38 | 14 | 8  | 16 | 54 | 52 | +2   |
| 13   | FC Sochaux               | 35  | 38 | 11 | 13 | 14 | 43 | 53 | -10  |
| 14   | AS Monaco FC             | 34  | 38 | 10 | 14 | 14 | 44 | 44 | 0    |
| 15   | Olympique lyonnais C     | 34  | 38 | 10 | 14 | 14 | 40 | 56 | -16  |
| 16   | FC Rouen                 | 33  | 38 | 11 | 11 | 16 | 37 | 44 | -7   |
| 17   | Toulouse FC              | 32  | 38 | 10 | 12 | 16 | 40 | 52 | -12  |
| 18   | Nîmes Olympique          | 32  | 38 | 12 | 8  | 18 | 43 | 64 | -21  |
| 19   | Stade de Reims P         | 30  | 38 | 11 | 8  | 19 | 40 | 66 | -26  |
| 20   | Stade de Paris FC        | 26  | 38 | 6  | 14 | 18 | 18 | 47 | -29  |

Victoire à 2 points
Qualifications européennes
- 1er : qualifié pour la Coupe des clubs champions européens
- Vainqueur de la Coupe de France : qualifié pour la Coupe d'Europe des vainqueurs de coupe

Relégation
- 17e et 18e : barrage de relégation en Division 2
- 19e et 20e : relégation en Division 2

Abréviations
T : Tenant du titre

C : Vainqueur de la Coupe de France 1966-67

P : Promus de Division 2
- Les deux premiers du classement de D2, à savoir l'AC Ajaccio et le FC Metz, obtiennent la montée directe en D1. Les troisième et quatrième, le SEC Bastia et l'AS Aix, jouent des barrages pour monter.
- À la fin de la saison, le Toulouse FC fusionne avec le Red Star OA pour former le Red Star FC.

### Coupe de France

#### Tableau récapitulatif des matchs
| Date       | N o              | Adversaire         | Lieu                             | Résultat | Buteurs pour Saint-Étienne | Suite                               |
| ---------- | ---------------- | ------------------ | -------------------------------- | -------- | -------------------------- | ----------------------------------- |
| 15/01/1967 | 32èmes de finale | SC Toulon          | Stade Vélodrome, Marseille       | 1- 0     | Mekloufi 59e               | Qualifiés pour les 16èmes de finale |
| 12/02/1967 | 16èmes de finale | Olympique lyonnais | Parc des Sports (Annecy), Annecy | 0 - 2    | -                          | Éliminés                            |

### Challenge des champions

#### Tableau récapitulatif des matchs
| Date       | N o    | Adversaire         | Lieu                                  | Résultat | Buteurs pour Saint-Étienne    |
| ---------- | ------ | ------------------ | ------------------------------------- | -------- | ----------------------------- |
| 13/06/1967 | Finale | Olympique lyonnais | Stade Geoffroy-Guichard,Saint-Étienne | 3- 0     | Revelli 19e 72e, Mekloufi 57e |

### Statistiques

#### Équipe-type
| \| Bernard Polny Sbaïz Herbin (Gonzales) Bosquier Jacquet Mitoraj (Larqué) Bereta Mekloufi Revelli (N'Doumbé) Fefeu \| Équipe-type de la saison 1966-1967 |
| Bernard Polny Sbaïz Herbin (Gonzales) Bosquier Jacquet Mitoraj (Larqué) Bereta Mekloufi Revelli (N'Doumbé) Fefeu                                          |

#### Buteurs
| Place | Nom                | Division 1 | Coupe de France | Challenge des Champions | TOTAL des BUTS |
| 1     | Hervé Revelli      | 31 buts    | -               | 2 buts                  | 33 buts        |
| 2     | Rachid Mekloufi    | 12 buts    | 1 but           | 1 but                   | 14 buts        |
| 3     | André Fefeu        | 9 buts     | -               | -                       | 9 buts         |
| 4     | Jean-Michel Larqué | 7 buts     | -               | -                       | 7 buts         |
| 5     | Robert Herbin      | 6 buts     | -               | -                       | 6 buts         |
| 5     | Bernard Bosquier   | 6 buts     | -               | -                       | 6 buts         |
| 7     | Aimé Jacquet       | 5 buts     | -               | -                       | 5 buts         |
| 8     | Georges Bereta     | 4 buts     | -               | -                       | 4 buts         |
| 9     | Frédéric N'Doumbé  | 1 but      | -               | -                       | 1 but          |
| #     | contre son camp    | 1 but      | -               | -                       | 1 but          |
| Total | 9 buteurs          | 82 buts    | 1 but           | 3 buts                  | 86 buts        |

Date de mise à jour : le 11 février 2015.

#### Affluences
Affluence de l'AS Saint-Étienne à domicile

### Équipe de France
2  stéphanois auront les honneurs de l’Equipe de France cette saison : Hervé Revelli avec 3 sélections et Bernard Bosquier avec  2 sélections.
| Joueurs          | Position  | Date       | Lieu       | Adversaire | Type rencontre                     | Score | Temps de jeu | Buts |
| Bernard Bosquier | Défenseur | 28.09.1966 | Budapest   | Hongrie    | Amical                             | 1- 0  | 90           | -    |
| Bernard Bosquier | Défenseur | 26.11.1966 | Luxembourg | Luxembourg | Eliminatoires Championnat d’Europe | 0 - 3 | 90           | -    |
| Hervé Revelli    | Attaquant | 28.09.1966 | Budapest   | Hongrie    | Amical                             | 1- 0  | 90           | -    |
| Hervé Revelli    | Attaquant | 11.11.1966 | Bruxelles  | Belgique   | Eliminatoires Championnat d’Europe | 2- 1  | 90           | 58e  |
| Hervé Revelli    | Attaquant | 26.11.1966 | Luxembourg | Luxembourg | Eliminatoires Championnat d’Europe | 0 - 3 | 90           | 40e  |

1  stéphanois a eu les honneurs de l’Equipe de France Espoirs cette saison : Georges Bereta avec une sélection.
| Joueurs        | Position  | Date       | Lieu      | Adversaire | Type rencontre | Score | Temps de jeu | Buts |
| Georges Bereta | Attaquant | 22.03.1967 | Barcelone | Espagne    | Amical         | 0 - 1 | 15           | -    |